# Juan José Flores
Juan José Flores y Aramburu (Puerto Cabello, 19 giugno 1799 – Isola Puná, 1º ottobre 1864) è stato un politico venezuelano, primo presidente della Repubblica dell'Ecuador, ruolo ricoperto in tre diverse occasioni.
Seguace di Simón Bolívar, che lo nominò dopo le guerre d'indipendenza Governatore del Distretto del Sud (o Distretto di Quito) della Grande Colombia, fu un eccellente stratega dell'esercito grancolombiano. Sconfisse il Perù nella battaglia di Tarqui (1829) e dopo la scissione di Quito dalla Grande Colombia fu nominato presidente dell'Ecuador (1830), incarico che ricoprì una prima volta dal 1830 al 1834, poi di nuovo dal 1839 al 1843 e ancora dal 1843 al 1845, quando fu deposto.
Nel 1852 Flores bombardò Guayaquil dal mare nel tentativo di riassumere il potere, e nel corso della guerra ecuador-colombiana partecipò a varie battaglie sotto il comando del generale Gabriel García Moreno, fino alla morte.